# Alainen Raaskaltiajärvi
Alainen Raaskaltiajärvi och Ylinen Raaskaltiajärvi, eller Raaskaltiajärvet är sjöar i Finland. De ligger i kommunen Enontekis i landskapet Lappland, i den norra delen av landet, 900 km norr om huvudstaden Helsingfors. Alainen Raaskaltiajärvi ligger 372,7 meter över havet. Omgivningarna runt Alainen Raaskaltiajärvi är i huvudsak ett öppet busklandskap. Arean är 63,3 hektar och strandlinjen är 5,05 kilometer lång. Sjön  ingår i Kemi älvs huvudavrinningsområde. 
I närheten finns sjöarna:
- Kaamusjärvi (en sjö)
- Tuorkottajärvi (en sjö)